# Skály (Strakonice)
Skály é uma comuna checa localizada na região da Boêmia do Sul, distrito de Strakonice.